# Ecitoptera concomitans
Ecitoptera concomitans är en tvåvingeart som beskrevs av Borgmeier och Schmitz 1923. Ecitoptera concomitans ingår i släktet Ecitoptera och familjen puckelflugor. Inga underarter finns listade i Catalogue of Life.